# Laureano Jaimes
Laureano José Jaimes (San Cristóbal, estado Táchira, Venezuela, 13 de julio de 1961) es un exfutbolista y entrenador venezolano.

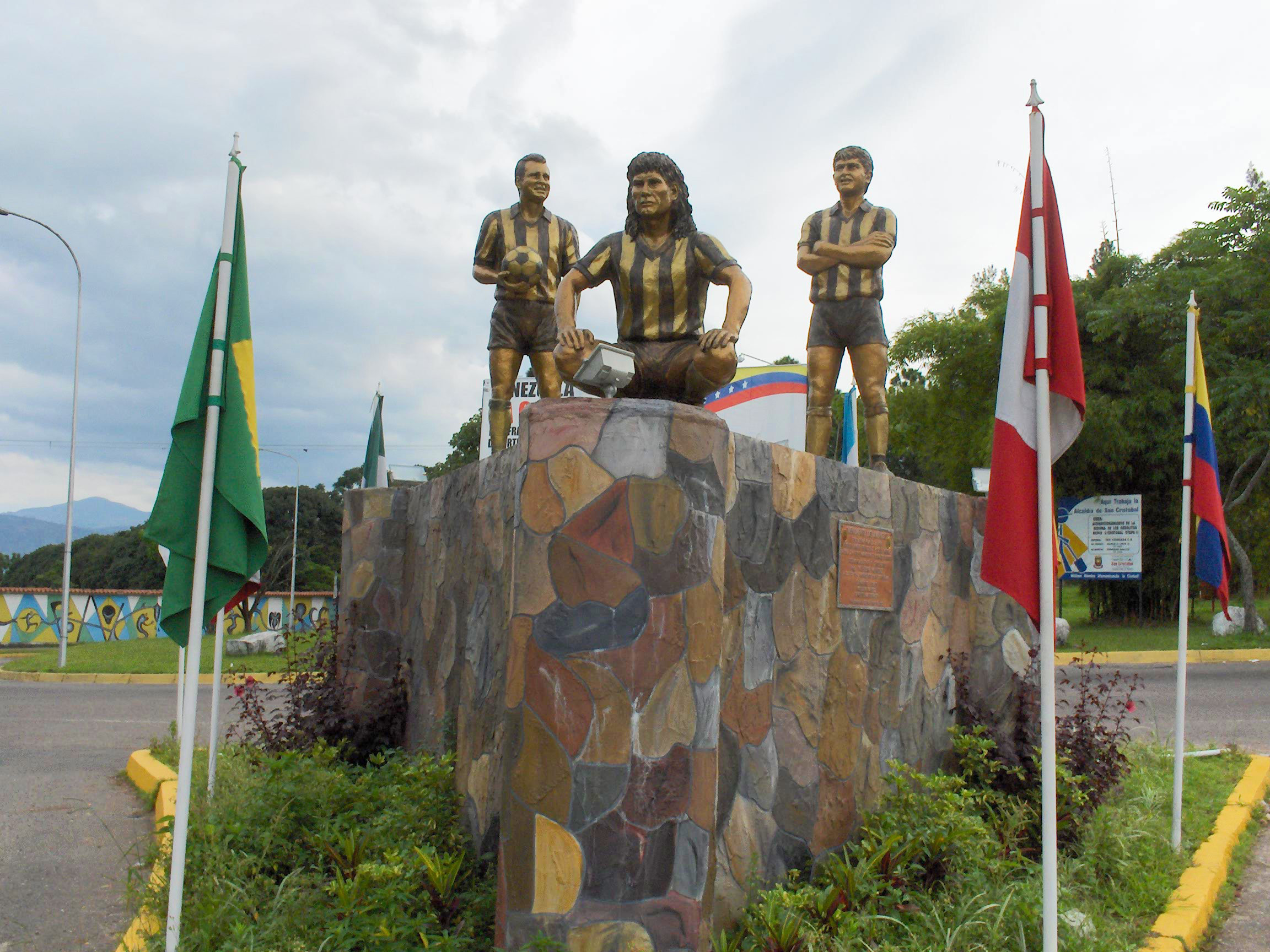
Estatua de Laureano Jaimes (izq.) en el Monumento Las Américas, San Cristóbal, Venezuela.

## Trayectoria
Hizo su debut en el primer equipo del Deportivo Táchira en 1981. En su primera temporada ganó el título nacional, repitiendo el éxito en 1984 y en 1986, y en el 2000 se retiró después de ganar el campeonato nacional. Durante 10 años mantuvo en su posición el récord de más apariciones con 343, siendo superado en febrero de 2012 por el defensa Gerzon Chacón.
Con el conjunto aurinegro, participó en la Copa Libertadores de 1985, 1987, 1988, 1989 y 1991, así como las ediciones de la Copa CONMEBOL de 1993 y 1996. Para la temporada 1993-1994 reforzó al Minervén FC de El Callao, conjunto con el que alcanzó los cuartos de final de la Copa Libertadores de 1994.

## Selección nacional
Jugó 13 partidos entre 1985 y 1995. Fue convocado para la Copa América 1989, donde fue titular en el centro del campo. En la Copa América 1991, jugó los cuatro partidos que disputó la selección nacional. Curiosamente, no fue convocado para disputar las Eliminatorias Sudamericanas de la Copa Mundial FIFA mientras duró su carrera como futbolista profesional.

## Palmarés

### Como jugador

#### Campeonatos nacionales
| Título           | Club              | País      | Año     |
| ---------------- | ----------------- | --------- | ------- |
| Primera División | Deportivo Táchira | Venezuela | 1981    |
| Primera División | Deportivo Táchira | Venezuela | 1984    |
| Primera División | Deportivo Táchira | Venezuela | 1986    |
| Primera División | Minerven FC       | Venezuela | 1993/94 |
| Primera División | Deportivo Táchira | Venezuela | 1999/00 |